# تشارلز كيو. براون جونيور
تشارلز كيو. براون جونيور (بالإنجليزية: Charles Q. Brown Jr.)‏ (مواليد 1962 في لوبوك) جنرال في القوات الجوية الأمريكية شغل منصب الرئيس الحادي والعشرين لهيئة الأركان المشتركة من عام 2023 إلى عام 2025.
براون طيار في سلاح الجو منذ 1984، كان قائداً لمقاتلة أف-16 وحارب خصوصاً في منطقتي المحيط الهادئ والشرق الأوسط، وفي سجلّه 2900 ساعة طيران بينها 130 ساعة أثناء معارك، بحسب سيرته الذاتية الرسمية.